# Machine à gouverner
Une machine à gouverner est une machine à calculer les commandements. 

## Apparition de l'expression
La première apparition de l'expression « machine à gouverner » semble remonter à 1893. Elle est plus clairement identifiée avec la diffusion de l'informatique.

## Fonctionnement
La machine à gouverner peut elle-même proférer des commandements (p. ex. procédure légale, chatbot) ou encore énoncer le résultat de commandements (p. ex. syllogisme juridique, fonction informatique). Elle fonctionne donc selon un modèle de traitement mathématique de commandes de langage formel.

## Emplois du concept
La machine à gouverner désigne aussi bien des phénomènes technologiques que politiques.

### Cybernétique
Le sens courant apparaît lors de la controverse entre Norbert Wiener, fondateur de la cybernétique, et le père Dominique Dubarle, théologien et scientifique, l'un des premiers critique de la cybernétique en France. Dubarle emploie le terme « Machine à gouverner » dans un article du Monde en 1948 et Norbert Wiener le reprend dans la deuxième édition de son ouvrage Cybernetics & Society. Dans ce sens purement technique, la machine à gouverner n'est pas autre chose qu'une commande, ou une série de commandes logicielles, par extension un ordinateur, voire toute l'informatique.

### Politique
Le concept est également employé pour désigner un mode de gouvernance par les nombres. Il est en particulier utilisé en Australie (Machinery of government (en)) pour désigner l'allocation des fonctions gouvernementales au sein de l'administration. Il est aussi utilisé pour caractériser la gouvernance définie comme "l'art de gouverner sans gouvernement", en particulier l’ordre juridique supranational de l'Union européenne qui aurait désarrimé l’État de la nation non pour le faire disparaître, mais pour l’apparier au système de gouvernance globale en gestation. Le sociologue Max Weber n'emploie pas le terme, mais la place qu'il donne aux règles calculables dans la mécanique bureaucratique née du mouvement de rationalisation s'y accorde. Dans la lignée des dystopies sciences-fictionnelles d'une société régie par l'intelligence artificielle, la machine à gouverner est une forme d'incarnation du Léviathan, c'est-à-dire de l'État moderne. Par exemple, Jean Roux croit à la possible mise en place d'un "système informatique de gestion intégrée à l'échelon des sociétés humaines". Cet emploi du terme est peut-être le plus ancien, puisqu'il apparaît dans une satire politique en 1893.

### Techno-politique
Un sens plus récent étend la notion à toute procédure, toute loi, tout logiciel. En effet, ces trois types de prescriptions relèvent du langage formel animé par la logique. En particulier, la loi moderne veut s'élaborer en imitation de la méthode scientifique, dès le XVIIe siècle. La modernisation du devoir-être prend un tour systémique et formel, in fine calculable. Il y aurait alors moins à distinguer les disciplines juridique et informatique. 

### Artistique
En matière artistique, le concept est appliqué à la naissance du cyber-art.

## Déploiement
Si l'on porte du crédit à la pertinence du concept, deux hypothèses principales émergent.

### Dystopie
Les machines à gouverner pourraient être une menace, une ombre montante depuis l'Antiquité mais pas vraiment réalisée. En effet, l'intelligence artificielle forte (générale) n'étant pas déployée, la gouvernance par les nombres ne serait qu'une tendance émergente, jamais advenue.

### Réalité moderne
Il est aussi possible de penser que toute formalisation du commandement en vue de son exécution logique (donc prévisible) rend effectif le gouvernement par les machines. La société serait alors déjà saturée de règles formelles, procédures, lois et logiciels, plus ou moins bien respectées, mais élaborées de manière à inter-opérer. Il ne resterait plus alors aux humains qu'à obéir, ou bâtir d'autres machines à gouverner. Le projet Cybersyn, dispositif de gouvernement économique du Chili lancé en 1970, est exemplaire de la mise en œuvre de l'informatique aux fins d'une gestion sociale globale intégrée.
De même, la monarchie des Habsbourg était très bureaucratique et informationnelle selon le spécialiste de l'absolutisme Joël Cornette, jusqu'à devenir ingouvernable.

## Exemples cinématographiques et littéraires
- Voyage au pays de la quatrième dimension, (1912), de G. de Pawlowski.
- Alphaville, une étrange aventure de Lemmy Caution (1965), de Jean-Luc Godard, avec le supercalculateur α-60.
- 2001, l'Odyssée de l'espace (2001) , de Stanley Kubrick, avec le supercalculateur HAL 9000.
- Le monde des non-A, de E. Van Vogt (1953).